# Commercy
Commercy é uma comuna francesa na região administrativa de Grande Leste, no departamento de Meuse. Estende-se por uma área de 35,37 km², com 6 324 habitantes, segundo os censos de 1999, com uma densidade de 179 hab/km².